# Wolfgang Bleichroth
Wolfgang Bleichroth (* 14. Oktober 1923 in Naumburg (Saale), Provinz Sachsen; † 26. Oktober 2014 in Göttingen) war ein deutscher Fachdidaktiker und Hochschullehrer.

## Leben
Nach dem Erwerb der allgemeinen Hochschulreife 1942 absolvierte er ein Studium für das Lehramt an Volksschulen an der Pädagogischen Hochschule in Göttingen, welches er erfolgreich beendete. In der Folge war er vier Jahre als Lehrer tätig und nahm im Anschluss ein Studium für das höhere Lehramt auf. Im Jahr 1961 wurde Bleichroth mit einer Promotion in Metallphysik zum Dr. rer. nat. promoviert. Von 1957 bis 1961 war er pädagogischer Assistent an der Pädagogischen Hochschule Göttingen. 1962 erfolgte seine Ernennung zum Professor an der Pädagogischen Hochschule Alfeld (Leine). 1966 wechselte er nach Göttingen, wo er bis zu seiner Emeritierung 1993 als Professor wirkte.
Bleichroth spezialisierte sich auf Didaktik der Physik und Chemie. In Göttingen etablierte er eine rund zehnköpfige Forschungsgruppe, die sich der Didaktik der Physik widmete. Von 1978 bis 1994 über nahm Bleichroth Leitung im Herausgeberkreis der Zeitschrift Naturwissenschaften im Unterricht Physik/Chemie und etablierte diese als maßgeblichen Mittler zwischen Lehrkräften und wissenschaftlicher Forschung. Des Weiteren verfasste er gemeinsam mit fünf Kollegen das grundlegende Lehrbuch „Fachdidaktik Physik“ (Erstveröffentlichung 1991, Überarbeitung 1999).
Im Jahr 1973 erfolgte die Gründung der Gesellschaft für Didaktik der Chemie und Physik (GDCP) in welcher Bleichroth tätig war. Dabei wirkte er als Organisator der Tagung von Fachdidaktikerinnen und Fachdidaktikern, auf welcher die GDCP gegründet wurde. Er wurde (bis 1977) zum Sprecher des vierköpfigen Vorstandes der GDCP gewählt und war damit der erste Vorstandssprecher der GDCP.

## Schriften (Auswahl)
- Das Dreistoffsystem Eisen – Phosphor – Niob. Göttingen 1961.
- Einführung in die Methodik des Physik- und Chemieunterrichts. Selbstverlag, Göttingen 1970.
- Aufsätze zur Didaktik der Physik, Festschrift zum 60. Geburtstag von Walter Jung. (physica didactica 13. Jahrgang Sonderheft) 1986.
- Fachdidaktik Physik. 2. Aufl., Köln 1999.
- Elementarisierung als Kernstück der Unterrichtsvorbereitung. In: NiU-Physik. Nr. 6, 1991, S. 4 ff.

## Ehrungen
- 1993: Ehrenmitgliedschaft der GDCP[1]
- 1993: Ehrenpromotion in Kiel zum Dr. sc. paed. h. c.[1]